# Michael Häupl

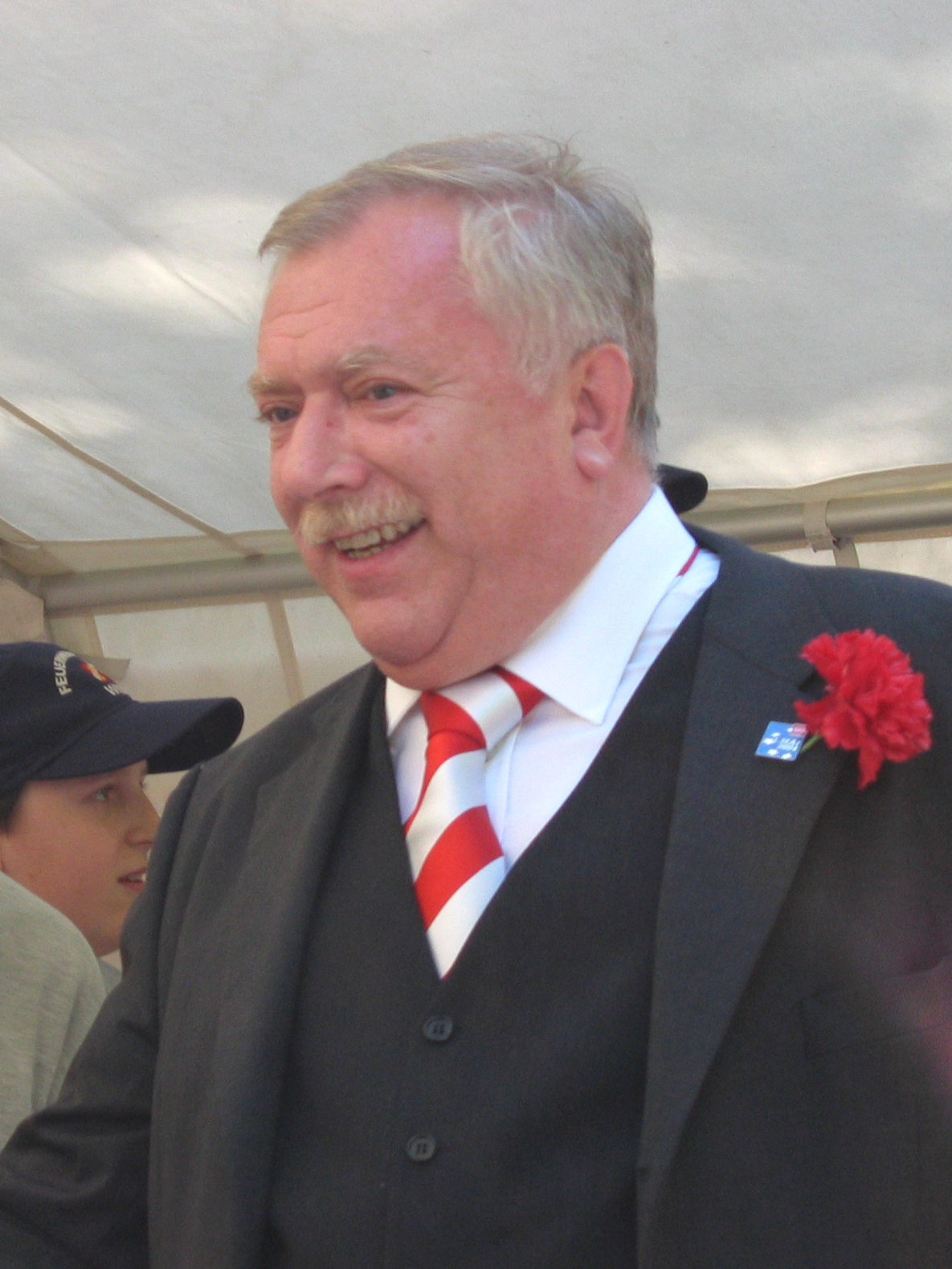
Michael Häupl (2014)

Michael Häupl, född 14 september 1949 i Altlengbach i Niederösterreich, är en österrikisk politiker och borgmästare i Wien sedan 1994. Han flyttade till Wien för att studera och tog en filosofie doktorsexamen i biologi. Under studietiden var han aktiv inom föreningen för socialistiska studenter och blev därefter medlem i SPÖ, Österrikes socialdemokratiska parti. Sedan 1994 är han borgmästare i Wien.